# Kanton Levroux
Levroux is een kanton van het Franse departement Indre. Het kanton maakt deel uit van de arrondissementen Châteauroux (12) en Issoudun (22).

## Gemeenten
Het kanton Levroux omvatte tot 2014 de volgende 13 gemeenten:
- Baudres
- Bouges-le-Château
- Bretagne
- Brion
- Coings
- Francillon
- Levroux (hoofdplaats)
- Moulins-sur-Céphons
- Rouvres-les-Bois
- Saint-Martin-de-Lamps
- Saint-Pierre-de-Lamps
- Villegongis
- Vineuil

Na de herindeling van de kantons bij decreet van 18 februari 2014 met uitwerking op 22 maart 2015 omvatte het 36 gemeenten.
Op 1 januari 2016 werd de gemeente Villers-les-Ormes toegevoegd aan de gemeente Saint-Maur uit het kanton Buzançais die zo een 'commune nouvelle' werd. De deelgemeenten bleven behoren bij hun respectievelijke kantons.
.
Op 1 januari 2016 werd de de gemeente Saint-Martin-de-Lamps toegevoegd aan de gemeente Levroux die zo een 'commune nouvelle' werd. Op 1 januari 2019 werd daar nog de gemeente Saint-Pierre-de-Lamps aan toegevoegd.
Sindsdien omvat het kanton volgende gemeenten : 
- Aize
- Baudres
- Bouges-le-Château
- Bretagne
- Brion
- Buxeuil
- La Champenoise
- La Chapelle-Saint-Laurian
- Coings
- Diou
- Fontenay
- Francillon
- Giroux
- Guilly
- Levroux
- Liniez
- Lizeray
- Luçay-le-Libre
- Ménétréols-sous-Vatan
- Meunet-sur-Vatan
- Moulins-sur-Céphons
- Paudy
- Reboursin
- Reuilly
- Rouvres-les-Bois
- Saint-Aoustrille
- Saint-Florentin
- Saint-Maur (deel : enkel Villers-les-Ormes)
- Saint-Pierre-de-Jards
- Saint-Valentin
- Sainte-Lizaigne
- Vatan
- Villegongis
- Vineuil